# Bart Stouten
Bart Stouten (Sint-Truiden, 19 september 1956) is een Belgisch-Vlaamse licentiaat-vertaler en dichter en was tot eind september 2021 radioproducent-presentator bij Klara.

## Biografie
Stouten was werkzaam als copywriter en bij het RUCA in Antwerpen. In 1990 werd hij bij Radio 1 van de toenmalige BRT aangesteld als producent bij de Dienst Hoorspelen. Hij heeft er de Beckett-hoorspelen vertaald en gerealiseerd in een Nederlandse versie samen met regisseur Martine Ketelbuters. Hij leidde ook andere hoorspelreeksen voor de Vlaamse radio, zoals van Harold Pinter, Peter Handke en Tom Stoppard.
Bij Klara presenteerde Stouten programma's als De Tuin van Eden, Stouten op Zondag en Klassiek Leeft.

## Publicaties

### Dichtbundels
Als dichter publiceerde hij elf dichtbundels bij Uitgeverij P te Leuven en één bij een andere uitgeverij:
- 2002: Sapporo blues - kimi ga hoshii (ill. Rainier Boidin)
- 2004: De wijsheid van de wind
- 2006: Happy Christmas, Happy New York
- 2009: Een Boek van Tijd
- 2011: Tussen dood en herleven
- 2013: Ongehoorde Vragen
- 2013: Liefdespijn van Starbucks tot rotswoestijn (Uitgeverij De Contrabas)
- 2015: Van fooi tot bankgeheim
- 2016: Middelheim live
- 2018: Onder de avondklok van de liefde, bloemlezing met een afdeling nieuwe gedichten: Mobieltje met kapitein Haddock
- 2020: Redding nabij, muziekgedichten
- 2021: Bunkers, een prozagedicht
- 2023: Autocue voor lockdown, een prozagedicht
- 2025: De doden niet meer tellen, een prozagedicht

### Proza
- 2009: Het ware Eden - Uitgeverij Averbode. Een spiritueel dagboek.
- 2010: Beminde Eilanden - Uitgeverij Averbode. Hierin verkent hij met literaire teksten door hem geliefde verre eilanden.
- 2013: Kersen eten om middernacht - Uitgeverij De Bezige Bij. Het boek bevat zijn muzikale herinneringen en werd in Nederland bekroond met de Grote Inktslaaf Literatuurprijs 2013.
- 2015: Bidden om verboden vruchten - Uitgeverij Vrijdag. Stoutens eerste roman.
- 2017: Het huilt voor jou - Uitgeverij Vrijdag. Stoutens Syriëroman.
- 2017: Over Bach - Uitgeverij Vrijdag. Literair essay.
- 2019: Liefde en andere overvloed - Uitgeverij Vrijdag. Roman over het lot van een Oegandese vluchteling.
- 2021: Over Proust en Beckett - Uitgeverij Vrijdag. Literair essay.
- 2022: Lissabon, een droomwandeling - Uitgeverij Vrijdag. Apologie van de poëzie in Stoutens leven.
- 2023: De stem van Adriaen - Uitgeverij Roer. Poëtische causerie rond polyfonist Adriaen Willaert.
- 2024: Haydn, het Al en Ik - Uitgeverij Stockmans. Libretto met discursieve inleiding bij 'De Zeven Laatste Woorden' van Joseph Haydn.
- 2024: Zonde van de hemel - Uitgeverij Pelckmans. Brief aan een jonggestorven dakloze in Tokio, die Stouten terugvoert naar de roots van zijn fascinatie voor Japan.

## Eretekens, onderscheidingen en prijzen
- Ereburger van de stad Borgloon (24 september 2024)
- Zilveren Rodenbachpen (Stad Roeselare) (7 november 2021)

Deze onderscheiding wordt uitgereikt aan dichters.